# 基林奇村委员会
基林奇村委员会（俄语：Килинчинский сельсовет）是俄罗斯联邦阿斯特拉罕州普里沃尔日耶区所属的一个村委员会。其下辖有4个居民点，行政中心为基林奇。据2015年统计，该村委员会的人口为3486人。